# Esquirol gegant indonesi
L'esquirol gegant indonesi (Ratufa affinis) és una espècie de rosegador de la família dels esciúrids. Viu a Brunei, Indonèsia, Malàisia, Singapur i Tailàndia. Es tracta d'un animal arborícola que s'alimenta principalment de fruita i fulles. Els seus hàbitats naturals són els boscos perennifolis humits de gran alçada. Està amenaçat per la caça i la tala d'arbres.